# Club Kaiarriba Donostiarra
Donostiarra es la trainera unificada de San Sebastián (Guipúzcoa) España. Reúne, en una trainera que representa a la ciudad, los remeros de los distintos clubs donostiarras.
Donostiarra es el nombre que se eligió para dicho club unificado, el que aparece en el escudo y el que identifica al club en la trainera y en la competición. Pero, según la normativa vigente, ese nombre no se podía usar oficialmente y a efectos oficiales el club se llama  C.D.R. Kaiarriba.
El color distintivo del club tanto en la trainera como en la equipación de los remeros es el blanco, color que históricamente ha distinguido a la ciudad de San Sebastián en el remo. El blanco aparece aderezado con azul en la equipación.
Es el club organizador de la Bandera Donostiarra.

## Historia de las traineras donostiarras
La iniciativa que dio lugar a la fundación del club Donostiarra en 2007 es heredera de todas aquellas traineras que han competido en nombre de la ciudad donostiarra a lo largo de toda la historia del remo.
Históricamente las traineras de la ciudad de San Sebastián han sido competitivas, ya que ha sido un deporte con amplia tradición. Muestra de ello es el hecho de que, tras las cuadrillas de pesca de la transición de los siglos XIX y XX, ha habido 12 clubes donostiarras diferentes que han competido en trainera.
En la era tradicional del remo, cuando las traineras las formaban las diversas cuadrillas de pescadores, Donostia era una de las traineras más punteras (está en el tercer puesto del ranking histórico de Banderas de la Concha, con 14 banderas).
Del mismo modo, en la era moderna, cuando los diversos clubs de la ciudad formaban su propia trainera y competían en el agua más de una trainera donostiarra, era habitual que hubiera más de una trainera donostiarra en la Bandera de la Concha: entre 1983 y 1994, en esas 12 ediciones de la Bandera, 8 veces hubo dos traineras donostiarras compitiendo, es decir, una segunda donostiarra se clasificó vía eliminatoria del jueves; además, en las 14 ediciones entre 1981 y 1994 se logró 9 veces clasificarse entre los cuatro primeros.
Esta situación duró hasta principios de la década de 1990, en donde todavía se compite a gran nivel. Posteriormente, a fines de dicha década y a principios de la siguiente, el nivel competitivo de las traineras donostiarras empieza a decaer. Durante esos años, los clubs históricos empezaron a tener dificultades, tanto económicos como de número de remeros.
Para dar solución a la negativa situación se consideró inevitable unir recursos y esfuerzos del remo donostiarra.

## Creación de la trainera unificada

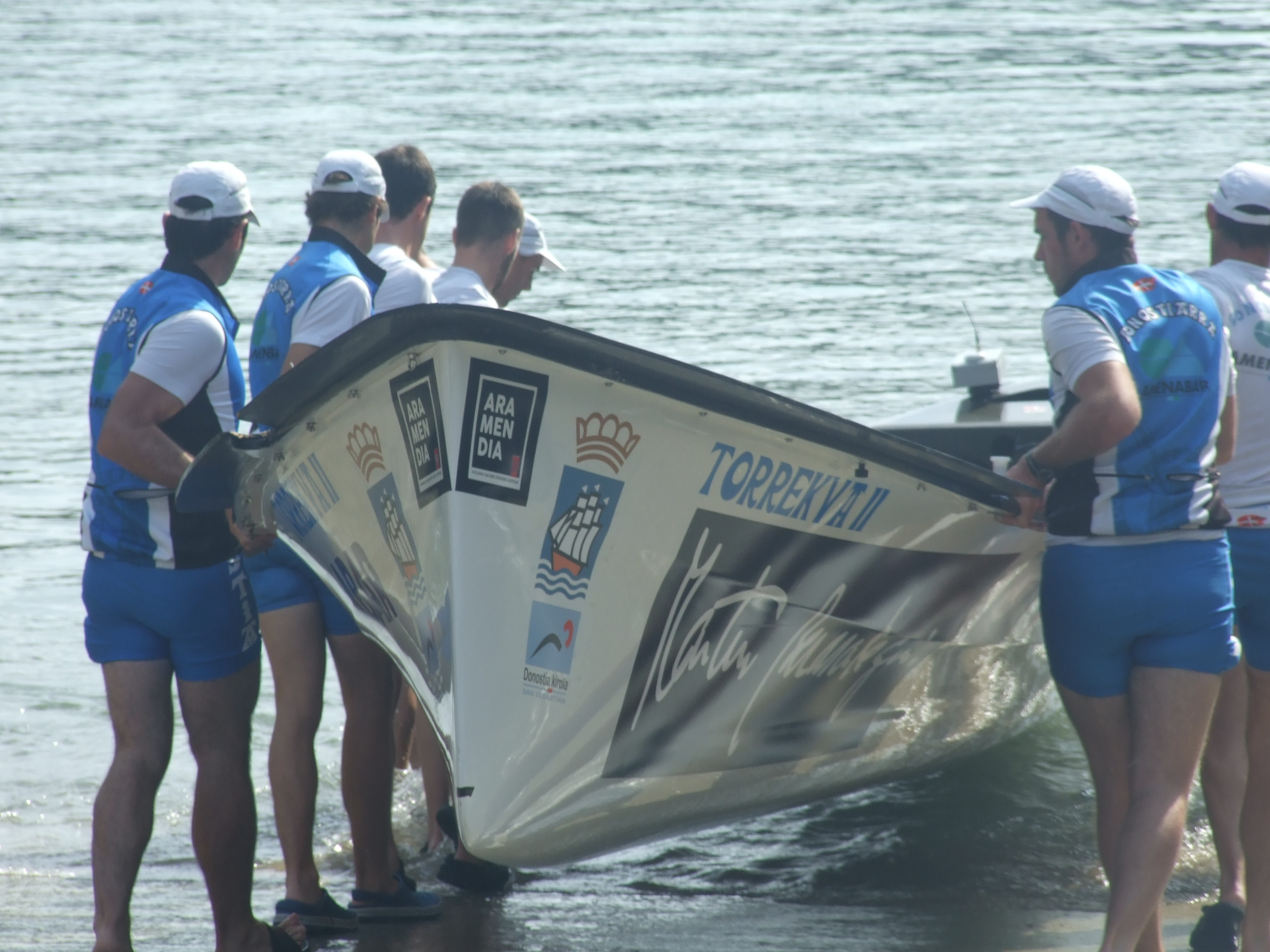
Donostiarra en la bandera de la Concha 2016.

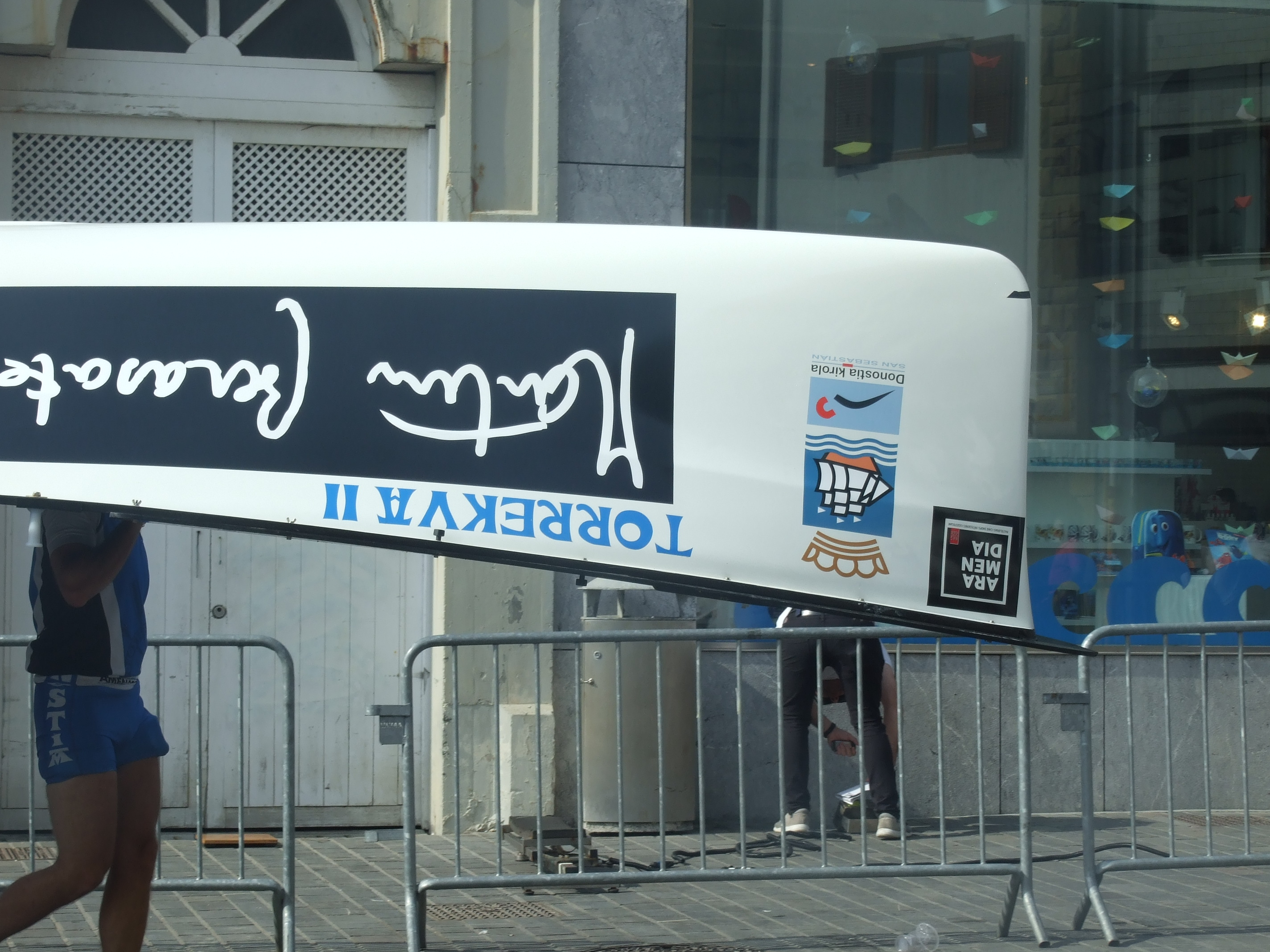
Trainera del equipo en 2016.

De todos modos, dicha unión de recursos no parecía ser posible sobre la base de una nueva fusión de los clubs donostiarras, por lo que se planteó el proyecto de reunir los remeros de los distintos clubs de la ciudad, y unificarlos en una trainera conjunta.
Tras conseguir la implicación del Ayuntamiento, a finales de 2007 se formalizó con éste un convenio para formar la trainera unificada, llamada Donostiarra. Para ello, se creó expresamente un nuevo club, como marco administrativo-legal, llamado C.D.R. Kaiarriba (ya que, por causa de la normativa vigente, no se podía crear un club denominado Donostiarra, que era el nombre elegido y es, de hecho, el que identifica al club en el escudo y la trainera y en la misma competición). Los históricos clubs donostiarras Ur-Kirolak y Donostia Arraun Lagunak tenían representación paritaria en la directiva, siendo el primer presidente Iñaki Arana.
En la temporada 2008, desempeñó el cargo de entrenador Luis Mari Etxart. Tras finalizar la misma, hubo desacuerdos sobre el rendimiento deportivo, y hubo una propuesta de que José Ramón Mendizabal ''Mendi'' se convirtiera en entrenador. Aquello dio lugar a desavenencias entre Ur-Kirolak, Donostia Arraun Lagunak y el Ayuntamiento. Al tener la directiva un bloqueo basado en el empate (causado por la representación paritaria de los clubs), el Ayuntamiento decidió dar por finalizado el convenio y promover uno nuevo, sobre la base de un nuevo enfoque.
Así, a principios de 2009, y tras un esfuerzo del Ayuntamiento y de los clubs históricos para que el proyecto reviviera y tuviera continuidad, se estableció el actual convenio, con cambio de los estatutos del club: aparte de los dos clubs anteriormente citados, se unió el Club Deportivo Fortuna, y se dio a la ciudadanía oportunidad de convertirse en socios del nuevo club. Se formó de esta manera una nueva directiva, en julio de 2009 presidida por Alberto Goitia de amplio consenso, y con vocación de continuidad estable, ya que cercenaba la posibilidad de empates y bloqueos: Ur-Kirolak y Arraun tienen dos miembros cada uno en la directiva, otros dos la nueva masa de socios, y uno Fortuna. Los remeros de Kiriko AKE, club donostiarra escindido de Fortuna, también reman en Donostiarra en la modalidad de trainera.
Aparte de su principal y fundamental actividad, la trainera, durante diversas temporadas Donostiarra ha trabajado otras modalidades como la trainerilla y el batel, alguna embarcación de banco móvil e incluso ha participado (y ganado) en el Campeonato de España en la modalidad de Llaüt del Mediterráneo.
En 2017 sacó por primera vez una trainera femenina, siendo la tercera embarcación femenina donostiarra, tras la de Ur-Kirolak de 2009 y la de Arraun Lagunak que surgió en 2015.
En 2017, tras ciertos desacuerdos en el modo de gestionar el club, Arraun Lagunak notificó que se consideraba fuera del proyecto de la trainera Donostiarra.
La trainera masculina consiguió el ascenso a la Liga ACT, máxima categoría del remo de traineras, la temporada 2017.

## Palmarés
Las diversas embarcaciones de Donostia, a lo largo de su historia y desde la época de las cuadrillas de pescadores, han completado un extenso palmarés, incluyendo:
- 14 Banderas de la Concha: 1879, 1883, 1887, 1889, 1890, 1891, 1892, 1894, 1897, 1915, 1918, 1920, 1922, 1950.
- 2 Campeonatos de España de Traineras: 1945, 1992.
- 1 Campeonato de Euskadi de Traineras: 1992

Para consultar el palmarés donostiarra completo:
De entre todos estos triunfos, los logrados por Donostiarra (desde su fundación en 2008) son:

### Trainera
- 1 Liga ARC 1: 2017
- 1 Liga ARC 2: 2018

- 1 Bandera Fiesta del Besugo: 2015
- 1 Bandera de Santoña: 2015
- 2 Bandera Villa de Bilbao: 2015, 2017
- 1 Bandera de Santurce: 2016
- 1 Bandera de Portugalete: 2017
- 2 Bandera de Guetaria: 2017, 2019
- 1 Bandera de Zumaya: 2017
- 2 Bandera Kaiarriba: 2017, 2022
- 1 Bandera Marina de Cudeyo: 2017
- 1 Bandera Año Jubilar Lebaniego: 2017
- 1 Bandera Camping de Aritzaleku: 2017
- 1 Bandera de Lequeitio: 2017
- 1 Bandera de Plencia: 2017
- 2 Bandera Promoción de Fuenterrabía: 2017, 2018
- 1 Bandera de Zarauz: 2017
- 1 Bandera de Camargo: 2018
- 1 Bandera de Pasajes: 2018
- 1 Bandera de Castro Urdiales: 2018
- 1 Bandera de Laredo: 2018
- 1 Bandera Antiguako Ama (Ondarroa): 2019
- 1 Bandera de Lequeitio (pretemporada): 2019
- 2 Banderas de Getxo: 2019, 2022
- 1 Bandera Dynasol (Pedreña): 2019
- 1 Bandera CaixaBank: 2020
- 1 Bandera Barbanza Arousa: 2021
- 1 Descenso del Bidasoa: 2022
- 3 Bandera de Motrico: 2022, 2023, 2024
- 1 Bandera Petronor: 2022
- 1 Bandera Donostiarra: 2025

### Bateles
- 1 Campeonato de España de Bateles: 2019
- 5 Campeonato de Guipúzcoa de Bateles: 2018, 2019, 2021, 2022, 2023

### Llaüt del Mediterráneo
- 1 Campeonato de España de Llaüts: 2013

## Clasificaciones de Donostiarra y demás datos anuales

### Trainera A
| Año  | Concha | Liga          | C. Gip | C. Eus | C. Esp | Trainera             | Entrenador       | Patrón             |
| ---- | ------ | ------------- | ------ | ------ | ------ | -------------------- | ---------------- | ------------------ |
| 2008 | 8      | Liga ARC 1: 7 | 7      | -      | -      | Kiriko               | Luis Mari Etxart | Ander Iriarte      |
| 2009 | 7      | Liga ARC 1: 7 | 7      | 7      | -      | Lugañene/Donostiarra | Mendi            | Asier López        |
| 2010 | 8      | Liga ARC 1: 5 | 7      | -      | -      | Torrekua             | Mendi            | Juan Mari Lujanbio |
| 2011 | 4      | Liga ARC 1: 4 | 4      | 8      | -      | Torrekua             | Mendi            | Arkaitz Díaz       |
| 2012 | 8      | Liga ARC 1: 5 | 7      | -      | -      | Torrekua             | Mendi            | Arkaitz Díaz       |
| 2013 | 7      | Liga ARC 1: 7 | 8      | -      | -      | Torrekua II          | Xabier Zabala    | Ander Iriarte      |
| 2014 | 8      | Liga ARC 1: 5 | 8      | -      | -      | Torrekua II          | Xabier Zabala    | Ander Iriarte      |
| 2015 | 8      | Liga ARC 1: 6 | 5      | -      | -      | Torrekua II          | Xabier Zabala    | Ander Iriarte      |
| 2016 | 7      | Liga ARC 1: 2 | 6      | -      | -      | Torrekua II          | Mendi            | Ander Iriarte      |
| 2017 | 7      | Liga ARC 1: 1 | 3      | 6      | -      | Bantxa               | Igor Makazaga    | Ander Iriarte      |
| 2018 | 7      | Liga ACT: 7   | 3      | 7      | -      | Bantxa               | Igor Makazaga    | Arkaitz Diaz       |
| 2019 | 4      | Liga ACT: 6   | 3      | 6      | 3      | Torrekua II          | Igor Makazaga    | Arkaitz Diaz       |
| 2020 | 6      | Liga ACT: 6   | 2      | 3      | -      | Torrekua II          | Igor Makazaga    | Arkaitz Diaz       |

### Trainera B
La embarcación B de Donostiarra se echó al agua por primera vez el segundo año del club, en 2009.
- 1 Liga ARC 2: 2018

- 1 Bandera de Camargo: 2018
- 1 Bandera Promoción de Fuenterrabía: 2018
- 1 Bandera de Pasajes: 2018
- 1 Bandera de Castro Urdiales: 2018
- 1 Bandera de Laredo: 2018
- 1 Bandera de Guetaria: 2019
- 1 Bandera Dynasol (Pedreña): 2019

| Año  | Liga                  | Trainera              | Entrenador      | Patrón            |
| ---- | --------------------- | --------------------- | --------------- | ----------------- |
| 2009 | Liga ARC 2: 11        | Koruko Ama / Lugañene | Manu Roteta     | Andoni Ostolaza   |
| 2010 | Liga ARC 2: 8         | Lugañene              | Joxan Jauregi   | Xabier Goienetxea |
| 2011 | Liga ARC 2: 8         | Lugañene              | Joxan Jauregi   | Xabier Goienetxea |
| 2012 | Liga ARC 2: 4         | Lugañene              | Joxan Jauregi   | Xabier Goienetxea |
| 2013 | No se sacó trainera B |                       |                 |                   |
| 2014 | Liga ARC 2: 13        | Torrekua              | Mikel Kortadi   | Jon Iruretagoiena |
| 2015 | Liga ARC 2: 10        | Torrekua              | Garikoitz Azkue | Jon Iruretagoiena |
| 2016 | Liga ARC 2: 5         | Torrekua              | Garikoitz Azkue | Jon Iruretagoiena |
| 2017 | Liga ARC 2: 4         | Torrekua II           | Garikoitz Azkue | Jon Iruretagoiena |
| 2018 | Liga ARC 2: 1         | Torrekua II           | Rufo Urtizberea | Andoni Saizar     |
| 2019 | Liga ARC 1: 4         | Bantxa                | Rufo Urtizberea | Ander Egaña       |
| 2020 | Liga ARC 1: 11        | Bantxa                | Hegoi Intxauspe | Ander Egaña       |

### Trainera femenina
- 1 Liga ETE: 2018
- 2 Campeonato de Euskadi de Traineras: 2020, 2023
- 1 Campeonato de Gipuzkoa de Traineras: 2023
- 1 Campeonato de Euskadi de Larga Distancia: 2020
- 5 Bandera de la Semana Grande: 2017, 2018, 2021, 2022, 2023
- 1 Bandera Kaiarriba: 2018
- 1 Bandera de Orio: 2018
- 2 Banderas de Lequeitio: 2018, 2021
- 1 Bandera de Pasajes: 2018
- 1 Bandera de Ondarroa: 2018
- 1 Bandera de Colindres: 2018
- 1 Memorial Bilba (Deusto): 2019
- 1 Bandera Petronor: 2020
- 1 Bandera de Orio: 2020
- 1 Descenso de traineras de Portugalete: 2023
- 1 Descenso de traineras de Fuenterrabía: 2023
- 1 Bandera de Santurtzi: 2023
- 1 Bandera Concello de Boiro (1): 2023.

### Trainerillas
- 1 Campeonato de España de Trainerillas: 2021
- 1 Campeonato de Euskadi de Trainerillas: 2021
- 1 Campeonato de Gipuzkoa de Trainerillas: 2021

### Bateles
- 1 Campeonato de España de Bateles: 2020, 2023
- 1 Campeonato de Euskadi de Bateles: 2020, 2023

| Año  | Concha | Liga              | C. Gip | C. Eus | C. Esp | Trainera | Entrenador       | Patrón         |
| ---- | ------ | ----------------- | ------ | ------ | ------ | -------- | ---------------- | -------------- |
| 2017 | 7      | Liga de Gip.: 7   | 6      | 7      | -      | Torrekua | Borja Mena       | Erika González |
| 2018 | 6      | Liga ETE: 1       | 3      | 4      | -      | Torrekua | Iñaki Mendizabal | Inder Paredes  |
| 2019 | 5      | Liga Euskotren: 3 | 6      | -      | -      | Torrekua | Iñaki Mendizabal | Inder Paredes  |
| 2020 | 2      | Liga Euskotren: 2 | 2      | 1      | -      | Torrekua | Maialen Arrazola | Natalia Tubio  |

## Presidentes de Donostiarra
- 2007 - 2009: Iñaki Arana
- 2009 - 2015 : Alberto Goitia
- 2015 - ... : Alberto López